# Miyuki Maeda

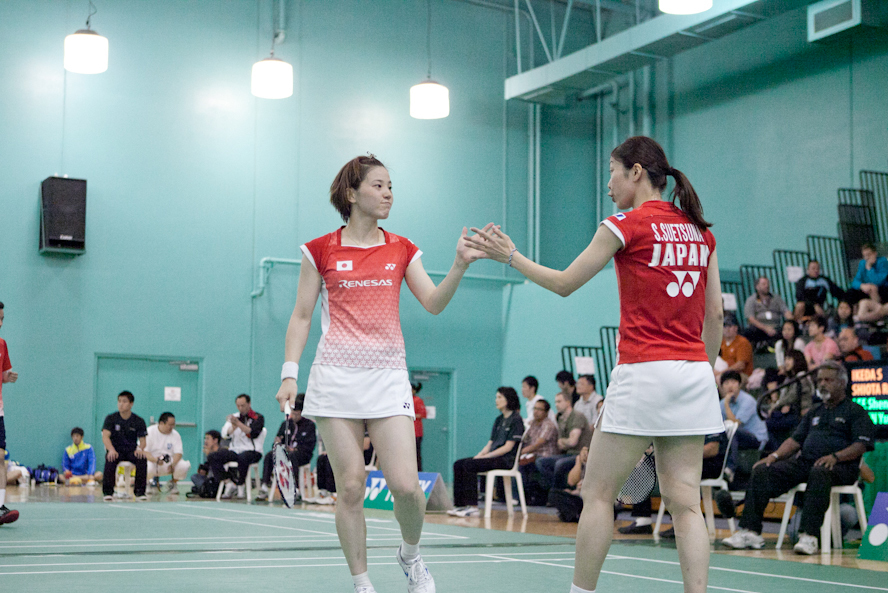
Miyuki Maeda (links) bei den US Open 2011

Miyuki Maeda (jap. 前田 美順, Maeda Miyuki; * 14. Oktober 1985 in Kirishima) ist eine Badmintonspielerin aus Japan.

## Karriere
Maeda besuchte die Oberschule Kumamoto-Chūō-Mädchenoberschule. Zu dieser Zeit gewann sie 2003 ihre ersten Meisterschaften im Doppel: national bei den Badminton-Oberschulmeisterschaften (高校選抜, kōkō sembatsu) und international bei den Deutschen Internationalen Juniorenmeisterschaften, sowie Dutch Junior.
Nach der Schule trat sie in das Unternehmen Renesas Semiconductor Kyūshū/Yamaguchi, einer Tochter von Renesas Electronics, ein und spielt seitdem für deren Werksmannschaft.
Ihren ersten nationalen Titel gewann Maeda 2005 im Mixed mit Keita Masuda. Bis 2008 konnten sie diesen Titel verteidigen. 2009 war Miyuki Maeda erneut im Mixed erfolgreich, diesmal jedoch mit neuem Partner Noriyasu Hirata. Mit dem neuen Partner schaffte es Maeda auch gleich auf das Podest der Asienmeisterschaft, wo sie im gemischten Doppel Dritte wurden. 2010 konnte sie ihren nationalen Mixed-Titel verteidigen und gewann zusätzlich den des Damendoppels mit ihrer Stammpartnerin Satoko Suetsuna.
Bei ihrer ersten WM-Teilnahme 2006 scheiterte sie im Damendoppel mit Satoko Suetsuna noch in Runde 2 an Nadieżda Kostiuczyk und Kamila Augustyn. Ein Jahr später standen sie im Achtelfinale, und 2009 später schafften es beide bereits ins Viertelfinale, wo sie Du Jing und Yu Yang aus China unterlagen. Im Viertelfinale war auch Endstation bei  den China Open Super Series 2007 und den Malaysia Super Series 2008. Besser machten es beide bei den India Open 2008 und der Indonesia Super Series 2008, wo sie Silber gewannen, und den US Open 2007, wo es sogar zum Turniersieg reichte. Bei den Olympischen Sommerspielen 2008 in Peking kam die japanische Paarung, gern mit Spitznamen zu „Suemae“ abgekürzt, auf den vierten Platz. Im Spiel um Bronze verloren sie gegen die Chinesinnen Zhang Yawen und Wei Yili mit 17:21 und 10:21.